# Uri C. Weiser
Uri C. Weiser (* 1945 in Tel Aviv) ist ein israelischer Computeringenieur. Er gilt als Vater der Pentium-Architektur bei Intel.
Weiser studierte Elektrotechnik am Technion mit dem Bachelor-Abschluss 1970 und dem Master-Abschluss 1975 (Diplomarbeit: A logarithmic preamplifier for Laser-signal detection) und wurde 1981 an der University of Utah bei Alan L. Davis in Informatik promoviert (Mathematical and graphical tools for the creation of computational arrays). In Israel arbeitete er 1970 bis 1984 als Systemingenieur für das israelische Verteidigungsministerium in Haifa und danach leitete er die Entwicklung des  Mikroprozessors NS32532 am National Semiconductor Design Center in Herzlia. 1988 bis 2006 war er bei Intel, wo er zunächst Manager der Microprocessor Architecture Group in Haifa war. Ende der 1980er Jahre neigte man dazu, statt der bis dahin bei den X86 Architekturen von Intel benutzten CISC-Architektur zur RISC-Architektur zu wechseln, die damals allgemein als zukunftsweisend galt. Weiser überzeugte aber das Intel-Management, mit der CISC-Architektur fortzufahren und stattdessen Neuerungen wie superskalare Architektur und Sprungvorhersage (Branch Prediction) voranzutreiben. Das bildete die Grundlage für den Anfang der 1990er Jahre entwickelten Pentium. Danach leitete er bei Intel die Entwicklung der MMX-Technologie für Multimediaanwendungen. Er ist Ko-Erfinder des Trace Cache. Bei Intel wechselte er zwischen Kalifornien (Direktor des Platform Architecture Center in Santa Clara 1991/92), Texas und Israel (in seinen Anfangsjahren und 1993 bis 1998 als Direktor für Computerarchitektur und Planung am VlSI Design Center von Intel Israel, 2001 bis 2006 als Direktor des Streaming Media Architecture Laboratory). Er war 1999/2000 Ko-Leiter des neuen Design Center von Intel in Austin (Texas) und leitete die Forschung für Advanced Media Applications. Ende der 1990er Jahre leitete er das Israel Development Center von Intel.
Er gilt als führender Experte für asymmetrische und heterogene Mehrkernprozessor-Architekturen. In Israel war er nach seiner Zeit bei Intel an mehreren Startups beteiligt.
1982 bis 2006 war er Adjunct Associate Professor am Technion, an dem er inzwischen emeritiert ist. Er ist dort heute Gastprofessor.
Für 2016 erhielt er den Eckert-Mauchly Award.
Er ist Fellow der IEEE, der Association for Computing Machinery (ACM) und Intel-Fellow (1996).